# Les Aventures du jeune Patrick Pacard
Les Aventures du jeune Patrick Pacard (Patrik Pacard en allemand) est un feuilleton télévisé allemand en 6 épisodes, réalisé en 1984 par Bernd Burgemeister (de) et Gero Erhardt (de), et adapté du roman Patrik Pacard: Entscheidung im Fjord (1984), de Justus Pfaue (de). Il fut diffusé pour la première fois le 25 décembre 1984 sur la chaîne allemande ZDF. La série fut également diffusée en Suisse à partir du 4 décembre 1984 sur la chaîne SF DRS.
En France, la série fut diffusée pour la première fois durant l'été 1986 sur TF1 : elle fut l'une des premières sagas de l'été de la télévision française à 20 h 35. Rediffusion la nuit sur TF1 puis l'après-midi de l'été du mercredi sur TF1 en 1991 à 13 h 35 et en 1992 de mardi 11 à vendredi 14 août entre 14 h 30 et 16 h 20 puis aussi en juillet et en août 1993 sur RTL TV ou encore en juillet et en août 1994 sur Monté-Carlo TMC pour la saga de l'été du Mercredi soir à 20 h 35.
Une version anglophone a été diffusée au Royaume-Uni sur la BBC en 1992, puis en 1995, avec une intrigue remaniée pour refléter la fin de la guerre froide.

## Synopsis
Le feuilleton raconte l'histoire d'un jeune adolescent allemand, Patrick Pacard, venu passer ses vacances en Norvège avec ses parents Peter et Catherine. Il y fait la rencontre d'un scientifique, le professeur Gunström, et de son assistante Giovanna Castelli, qui ont fait une découverte permettant d’éradiquer la faim dans le monde grâce à des plantes génétiquement modifiées poussant à des températures extrêmes. Patrick Pacard se retrouve malgré lui en possession d'une formule secrète, tatouée sur sa plante de pied à son insu pendant une perte de connaissance, et inventée par le professeur Gunström (il ignorera ce tatouage jusqu'à la fin de l'intrigue). Sur fond de guerre froide, il est alors poursuivi par les services secrets de plusieurs pays et par un agent indépendant nommé Dimitri, qui cherchent à récupérer la formule par tous les moyens. Patrick Pacard se retrouve ainsi embarqué malgré lui dans une rocambolesque histoire d'espionnage qui le fera voyager en Allemagne, en Norvège, et dans le désert d’un pays arabe.

## Distribution
- Hendrik Martz (de) (VF : Loïc Baugin) : Patrick Pacard (Patrik Pacard dans la version originale)
- Wolfgang Kieling (VF : Edmond Bernard) : professeur Gunström
- Peter Bongartz (de) (VF : Joël Martineau) : Peter Pacard
- Gila von Weitershausen (VF : Martine Messager) : Catherine Pacard (Katrin Pacard dans la version originale)
- Agnes Dünneisen (de) (VF : Béatrice Delfe) : Giovanna Castelli
- Jean-Claude Bouillon (VF : Jean-Claude Bouillon) : Dimitri
- Pierre Clémenti (VF : Pierre Clémenti) : le prince Ali
- Reinhard Glemnitz (de) (VF : Michel Gudin) : Dr. Hübner
- Jeannette Mühlmann (VF : Jacqueline Ney) : Dr. Liebold
- Karl-Heinz Vosgerau (VF : Mario Santini) : M. Harvey
- Knut Hinz (de) (VF : Jean-Luc Kayser) : Okland
- Jan Biczycki : Charkow
- Ivo Vrzal-Wiegand : Borodin
- Sabi Dorr (de) : Ibrahim
- Charles M. Huber : l'Arabe
- Edmond Tamiz (VF : Edmond Tamiz) : Dr Achmed
- Wolfram Weniger (de) : Müller I
- Andreas Seyferth (de) : Müller II
- Oscar Poveda : Shafti
- Andreas Mannkopff : Harry
- Karlheinz Lemken (de) : le médecin
- Achim Geisler : le terroriste
- Christian Wolff : le narrateur

## Fiche technique
- Scénario : Justus Pfaue (de)
- Musique : Christian Bruhn
- Chanson du générique : Lady Lili (Erika Bruhn) (de)

## Sources
- Bande originale